# Метафосфат калия
Метафосфа́т ка́лия (KPO3) — калиевая соль метафосфорной кислоты.

## Свойства
Белый порошок, негигроскопичен.

## Применение
Высококонцентрированное фосфорно-калийное удобрение. Содержит 55—60 % P2O5 и 35—40 % K2O, хорошо усваивается растениями, особенно на кислых почвах. Наиболее эффективно для чувствительных к хлору культур (табак, чай, виноград, бобовые и др.).